# Ferrovia Treviso-Portogruaro
La ferrovia Treviso-Portogruaro è una linea ferroviaria italiana di proprietà statale che collega Treviso con Portogruaro.
La gestione dell'infrastruttura ferroviaria è affidata a Rete Ferroviaria Italiana (RFI) che qualifica la linea come complementare, mentre il servizio passeggeri è espletato da Trenitalia.

## Storia
| Tratta                   | Inaugurazione     |
| ------------------------ | ----------------- |
| Treviso-Motta di Livenza | 12 settembre 1885 |

La linea tra Treviso e Motta di Livenza fu inserita tra quelle di terza categoria dalla Legge 29 luglio 1879, n. 5002 e fu aperta all'esercizio il 12 settembre 1885.
Il 30 giugno 1913 la linea fu completata con i due tronchi che dalla stazione di Motta si dipartivano verso Portogruaro e verso San Vito al Tagliamento.
A seguito della battaglia di Caporetto e della conseguente ritirata sul Piave, il ponte presso Fagarè della Battaglia fu fatto saltare dall'esercito italiano il 6 novembre 1917. Venne ricostruito alla fine della guerra.
Gli eventi bellici della seconda guerra mondiale provocarono la distruzione dei due ponti sulla Livenza, i quali originariamente erano stati costruiti a doppio binario e ospitavano le due linee affiancate. Con la ricostruzione, il percorso delle due linee fu unificato nei primi chilometri successivi all'impianto di Motta, per cui esse si separavano presso Bivio Livenza, posto all'attuale progressiva chilometrica 36+700.
L'alluvione del 4 novembre 1966 danneggiò la linea per cui ne fu decretata la sospensione e fu istituito un autoservizio sostitutivo. Le spese per l'esercizio ferroviario nell'anno precedente erano state di 462,57 milioni di lire; il servizio sostitutivo venne finanziato ad un costo annuo di 86,83.
La sua riattivazione fu decisa nel Programma Integrativo del 1981 al fine di snellire il traffico merci nel nodo di Mestre. Allo scopo si decise di utilizzare le linee Treviso-Portogruaro, Treviso-Castelfranco-Vicenza e Castelfranco Veneto-Vigodarzere-Padova Campo Marte.
I lavori di ricostruzione delle opere civili si protrassero per anni e furono rallentati dalla mancata ricostruzione del ponte stradale sulla SS 53 presso Ponte di Piave, dato che la stessa impiegava il ponte ferroviario. Terminati questi ultimi, un'ulteriore rallentamento nella riapertura della linea derivò dal fatto che essa fu scelta per sperimentare i nuovi sistemi di sicurezza ferroviaria di tipo statico che avrebbero sostituito i tradizionali ACEI a relè elettromeccanici. La messa a punto del nuovo apparato, classificato con il nome di Apparato Statico a Calcolatore Vitale (ASCV), il primo attivato in Italia su una linea intera, fu molto laboriosa e invitò i tecnici a istituire una prima fase di pre-esercizio con solo pochi treni merci circolanti.
Dopo circa trent'anni dalla sospensione del servizio, il 2 febbraio del 2000 la linea fu riaperta, dopo lavori di ammodernamento ed elettrificazione. Domenica 24 settembre dello stesso anno partì anche un servizio viaggiatori integrato con gli autobus di linea.
Il 12 giugno 2017, la linea venne chiusa all'esercizio per l'attivazione di diverso sistema di circolazione (dal sistema CTC al sistema ACCM), i treni merci vennero deviati e quelli passeggeri autosostituiti. Gli apparati ACC-ASCV attivati 17 anni prima, da tempo in sofferenza per la debolezza intrinseca del sistema di comunicazione "FSFB" e per i quali l'azienda fornitrice non avrebbe più assicurato la garanzia dei ricambi, vennero disattivati e nel periodo di sospensione del servizio si lavorò per attivare un moderno ACC di tipo multistazione, gestito anch'esso a distanza dal Posto Centrale di Mestre . La linea è stata formalmente riattivata il giorno 21 giugno 2017.

## Caratteristiche
La linea è una ferrovia a binario semplice, elettrificato a 3000 volt in corrente continua. Lo scartamento adottato è quello ordinario da 1.435 mm.
Dalla riapertura nel 2000, è stata esercita con il sistema CTC Comando Centralizzato del Traffico fino al giugno 2017, sostituito successivamente da un sistema ACC Multistazione. La direzione del movimento è regolata dal Dirigente Centrale Operativo (DCO) con sede a Venezia Mestre.

### Percorso
| Continuation backward |

| Unknown route-map component "CONTgq" | Unknown route-map component "ABZg+r" |  |

| Station on track |

| Unknown route-map component "hKRZWae" |

|  | Unknown route-map component "ABZgl" | Unknown route-map component "CONTfq" |

|  | Unknown route-map component "eABZgl" | Unknown route-map component "exCONTfq" |

| Stop on track |

| Unknown route-map component "eHST" |

| Station on track |

| Stop on track |

| Unknown route-map component "eHST" |

| Unknown route-map component "hKRZWae" |

| Station on track |

| Unknown route-map component "eHST" |

| Station on track |

| Unknown route-map component "hKRZWae" |

| Stop on track |

| Station on track |

|  | Unknown route-map component "eABZgl" | Unknown route-map component "exCONTfq" |

| Unknown route-map component "WASSER+l" | Small bridge over water | Unknown route-map component "WASSER+r" |

| Unknown route-map component "WABZqr" | Unknown route-map component "hKRZWae" | Unknown route-map component "WABZql" |

|  | Unknown route-map component "eABZgl" | Unknown route-map component "exCONTfq" |

| Stop on track |

| Non-passenger station/depot on track |

| Unknown route-map component "CONTgq" | Unknown route-map component "ABZg+r" |  |

| Station on track |

|  | Unknown route-map component "ABZgl" | Unknown route-map component "CONTfq" |

| Continuation forward |

## Traffico
La linea è utilizzata principalmente per il trasporto di merci.
I principali nodi di interscambio del servizio regionale passeggeri sono nei due capolinea ossia nelle stazioni di Treviso e Portogruaro.